# 瀘川縣
瀘川縣，是隋代大業初（605年）所置的一個縣，在今之四川省瀘州市。舊名江陽縣，大業初置瀘川郡，江陽縣改名瀘川縣。唐代為瀘州州治。宋代仍屬瀘州。元至元二十年（1283年），併瀘川縣入瀘州。

## 沿革
2016年7月29日，中共泸州市委七届十二次全体会议表决通过了《关于撤销泸县设立泸州市泸川区的方案》，同意上报撤销泸县设立泸州市泸川区。泸川区的名字即来源于古名泸川县。